# جی. بی. آدامز
جی. بی. آدامز (انگلیسی: J. B. Adams؛ زادهٔ ۲۹ سپتامبر ۱۹۵۴ میلادی) یک هنرپیشه، کارگردان و خواننده اهل ایالات متحده آمریکا است. وی از سال ۱۹۸۶ میلادی تاکنون مشغول فعالیت بوده‌است. شهرت آدمز بیش‌از همه به واسطهٔ فیلم‌هایش، نمایش تلویزیونی و تئاتر موزیکال است.
وی ابتدا در دانشگاه اکلاهما سیتی، تحصیل و مطالعه در زمینه نواختن پیانو، اِپرا و تئاتر موزیکال را آغاز کرد. پس از آن به عنوان هنرپیشه در برادوی ایالت نیویورک مشغول شد. از بهترین نقش‌های او در تولیدات برادوی، ایفای نقش (به عنوان پدر بزرگ پاتس) در چیتی‌چیتی بنگ‌بنگ را می‌توان نام برد. آدامز به عنوان هنرپیشه میهمان در قانون و نظم: واحد قربانیان ویژه حضور داشته است.